# Senat Wowereit I
Der Senat  Wowereit I bildete vom 16. Juni 2001 bis 17. Januar 2002 die Landesregierung des Landes Berlin.
Er wurde gebildet, nachdem die SPD die Große Koalition in der Folge des Berliner Bankenskandals aufgekündigt hatte, und Klaus Wowereit (SPD) am 16. Juni 2001 mit den Stimmen der SPD, der PDS und der Grünen zum Regierenden Bürgermeister von Berlin gewählt worden war. Der von SPD und den Grünen gebildete Minderheitssenat wurde von der PDS toleriert.
| Amt                                              | Name                 | Partei | Partei                     |
| ------------------------------------------------ | -------------------- | ------ | -------------------------- |
| Regierender Bürgermeister                        | Klaus Wowereit       |        | SPD                        |
| Bürgermeister                                    | Klaus Böger          |        | SPD                        |
| Senator für Bildung, Jugend und Sport            | Klaus Böger          |        | SPD                        |
| Bürgermeister                                    | Wolfgang Wieland     |        | B’90/Grüne                 |
| Senator für Justiz                               | Wolfgang Wieland     |        | B’90/Grüne                 |
| Senatorin für Wirtschaft und Technologie         | Juliane von Friesen  |        | parteilos (für B’90/Grüne) |
| Senatorin für Wissenschaft, Forschung und Kultur | Adrienne Goehler     |        | parteilos (für B’90/Grüne) |
| Senatorin für Gesundheit, Sozialwesen und Arbeit | Gabriele Schöttler   |        | SPD                        |
| Senator für Inneres                              | Ehrhart Körting      |        | SPD                        |
| Senatorin für Finanzen                           | Christiane Krajewski |        | SPD                        |
| Senator für Stadtentwicklung                     | Peter Strieder       |        | SPD                        |